# امیر زمانی‌فر
امیر زمانی‌فر (زادهٔ ۱۳۵۸ در رشت – درگذشتهٔ ۱۳۸۸ خورشیدی در پراگ) روزنامه‌نگار، خبرنگار و نویسنده ایرانی رادیوفردا بود. او همکاری خود با رادیو فردا را از بهمن‌ماه ۱۳۸۶ آغاز نمود. و در اثر سانحه رانندگی به همراه رزا آژیری درگذشت.